# 迪利普山
迪利普山（Mons Dilip）是月球上位于金陨石坑中的一座山丘（与安德烈山、阿尔达希尔山及迪特山等一起），其中心的月面坐标为北纬5.35°、东经120.51°，底部直径大约1.4公里，高度5500米。迪利普是一印度男性名字，1976年被命名于该山丘。
迪利普山位于金陨石坑的东北侧，靠近二座大型陨石坑—迈克耳孙环形山和赫茨普龙环形山。